# Калијум оксид
Калијум оксид је неорганско хемијско једињење из групе оксида.
Основни природни извор калијум оксида су разни минерали, у којима се он јавља заједно са другим једињењима калијума. 
Мешавина калијум оксида са још неколико других једињења калијума назива се поташ. Он се пре добијао из пепела а сада се добија углавном из разних врста минерала. 
Поташ се између осталог користи за производњу стакла и као ђубриво.
Густина калијум оксида износи 2.32 g/cm³.